# Alix Sosa
Alix Sosa   (Caracas, 3 de desembre de 1988) és una model i reina de bellesa veneçolana portadora dels títols Miss Bolívar Mundo 2013 i Miss Grand Venezuela 2014.

## Biografia i carrera professional
Alix Sosa és una jove model veneçolana nascuda a Caracas que va iniciar la seva carrera en el modelatge des de la infància. Els seus pares van morir quan era tot just una nena; la seva mare, Nancy Margarita González, va ser especialista en Turisme i Hoteleria (va morir al maig de 1996) i el seu pare, Claudio César Sosa va morir a l'abril de 2009; igualment té dos germans. Sosa és Llicenciada en Duanes i Comerç Exterior de l'Escola d'Hisenda Pública de Caracas i Especialista en Negociacions Internacionals de la mateixa casa d'estudis.
Posteriorment es va interessar en concursos de bellesa i així va participar en l'elecció Chica HTV en la primera edició de 2011. De la mateixa manera va participar sense èxit en Miss Veneçuela Món 2013 representant a l'estat Bolívar. Va desfilar a Veneçuela amb els millors dissenyadors. Després de la seva participació com la representant de Veneçuela en el Miss Grand Internacional 2014 a Bangkok (Tailàndia) s'ha projectat internacionalment des de la seva nova àrea de residència al sud de la Florida, Estats Units d'Amèrica.

## Miss Veneçuela Món 2013
Alix va representar a l'estat Bolívar a la primera edició de Miss Veneçuela Món que es va dur a terme el 10 d'agost a l'Estudi 1 de Venevisión, on va competir amb 11 candidates representants de diversos estats i regions de Veneçuela. El certamen va ser finalment guanyat per Karen Soto.

## Miss Grand Internacional 2014
Alix Sosa va ser coronada com Miss Grand Venezuela de mans de la seva antecessora Mariana Jiménez (qui més tard es va convertir en Miss Veneçuela), i per això va tenir el dret de representar el país en la 2a edició de Miss Grand International que es va realitzar el 7 de octubre de 2014 a la ciutat de Bangkok (Tailàndia). Sosa va competir amb altres 84 candidates de diversos països i territoris autònoms, i es va posicionar entre les 20 semifinalistes d'aquell certamen que va ser guanyat finalment per Lees García de Cuba.